# Souimanga angaladian
Cinnyris notatus
Espèce
Statut de conservation UICN

 LC  : Préoccupation mineure
Le Souimanga angaladian (Cinnyris notatus) est une espèce de passereaux de la famille des Nectariniidae.

## Habitat
Il habite les forêts et les mangroves tropicales et subtropicales.

## Nidification
Cet oiseau se reproduit de septembre à décembre et sur Nosy Boraha (Sainte-Marie), île du nord-est malgache, en avril et mai.

## Répartition et sous-espèces
Selon la classification de référence du Congrès ornithologique international (14.2, 2024) il possède 3 sous-espèces :
- Cinnyris notatus moebii Reichenow, 1887 — Grande Comore ;
- Cinnyris notatus notatus (Statius Muller, 1776) — Madagascar ;
- Cinnyris notatus voeltzkowi Reichenow, 1905 — Mohéli.

Une autre sous-espèce a été décrite : Cinnyris notatus toliarensis, décrite par Sueur en 1996 dans la  région de Toliara. Elle n'est à ce jour reconnue par aucune autorité taxinomique ; il n'est pas non plus impossible qu'il s'agisse d'une espèce distincte. Les mâles sont bleus avec le ventre blanchâtre. Les femelles, polymorphes, présentent généralement un ventre blanchâtre, parfois très légèrement lavé de verdâtre.